# Ḩasūshakī
Ḩasūshakī (persiska: حَسوشَكی, حسوشکی) är en ort i Iran.   Den ligger i provinsen Västazarbaijan, i den nordvästra delen av landet, 700 km nordväst om huvudstaden Teheran. Ḩasūshakī ligger 1 681 meter över havet och antalet invånare är 165.
Terrängen runt Ḩasūshakī är huvudsakligen kuperad, men norrut är den bergig. Runt Ḩasūshakī är det ganska glesbefolkat, med 39 invånare per kvadratkilometer. Närmaste större samhälle är Qūrīshkāk, 9,9 km sydväst om Ḩasūshakī. Trakten runt Ḩasūshakī består i huvudsak av gräsmarker.